# Convolvulus verdcourtianus
Convolvulus verdcourtianus är en vindeväxtart som beskrevs av Sebsebe Demissew. Convolvulus verdcourtianus ingår i släktet vindor, och familjen vindeväxter. Inga underarter finns listade i Catalogue of Life.